# 東沙環礁國家公園
東沙環礁國家公園（英語：Dongsha Atoll National Park）是中華民國第七座國家公園及第一座海洋國家公園，於2007年1月17日成立，由海洋國家公園管理處負責管理。範圍包含南海的東沙島與其環礁及附近海域，總面積約為353,667.95公頃，陸域面積約為178.57公頃，剩餘部份為海域面積。園區主要為東沙島與包含前者的直徑25公里的圓形環礁，為熱帶季風氣候，距高雄港約450公里:7。目前為了生態保育，並不對一般民眾開放觀光。2011年，海洋國家公園管理處討論開放生態旅遊的可能性。

## 簡介

### 初期歷史
漁民前往東沙海域進行漁撈活動，可推到一千多年前晉代裴淵的《廣州記》，“珊瑚洲在（廣東東莞）縣南五百里。昔人於海中捕魚，得珊瑚”。“珊瑚洲”即指東沙島及其環礁。1710年到1712年間（清朝康熙49至51年），清廷差遣水師副將吳陞於1907年（光緒33年）派遣水師提督李準分別巡視查勘西沙和東沙兩群島後，才正式納入清朝版圖。
| title = 《中國江海險要圖誌》| year = 1901年 | publisher = 經世文社
1907年8月，日商西澤吉次（西澤吉治；Nishizawa Yoshizi）聚眾佔領東沙，插旗改名為「西澤島」，並毀廟、挖墳、焚屍並驅逐周圍作業的漁民，在島上修築碼頭、鐵軌等建物，目的在開採磷酸礦物、海人草、魚介貝類及海龜等水產資源，興建木造房屋20餘座，建海水淡化廠一間和水池供蓄及養龜，設電話線及吸水管路等設備。此事清廷未知，隔年因英國欲在島上建置燈塔而所生之歸屬問題才迫使清廷正視東沙島為日人所佔之問題，於1909年向日本駐廣州總領事館交涉，最後清廷提出《中國江海險要圖誌》一書等相關典籍，證實東沙確為清廷領土，由清廷以16萬元償還日商西澤開發之費用，扣抵3萬元作為補償漁民損失，實付13萬元，並簽訂條款後於同年10月派員接收，正式收回東沙島。1947年國民政府亦明令公佈南海諸島為中華民國領土範圍，刊載報刊昭告世人，並樹碑為誌。
1949年初，東沙群島劃歸海南特別行政區管轄:280。1949年12月中華民國政府退居臺灣，繼續控制東沙。直到1979年，行政院把原海南特區轄下南海諸島交由高雄市代管。1990年7月再將此地連同南沙群島劃歸高雄市管轄。雖北京政府則將此地仍歸廣東省，但目前東沙群島為台灣政府實際控制，並由海岸巡防署管理:146。
1995年，由中央研究院歷史語言研究所陳仲玉教授所發掘的「東沙遺址」，位置在東沙島內潟湖的北岸，該處在數百年前應可停泊小船或舢舨。雖然沒有發現明顯居屋的遺蹟，但從出土的鐵釘可窺知可能有臨時性木造建築。遺址至少有50公尺長，20公尺寬的範圍，其有明顯的火、火堆木炭、煤渣、打火燧石、動物骨骸等，顯然有炊食的活動，絕非臨時的小型露營場地。從出土大量陶瓷片及文化層約20公分厚等現象推測，古代先民的佔居時間並非短暫。

### 2000年至2007年
2003年，行政院經建會表示東沙環礁復育及保育非常重要，是否有劃設為海洋型國家公園，並指定專責機關管理之需要，請求內政部會商相關機關進行審慎規劃研究及妥擬可行方案，再陳報行政院核定。2004年1月，內政部營建署將東沙國家公園的可行性評估方案陳報行政院，後行政院交由經建會進行討論。其後的2月25日，行政院表示內政部同意所提的可行性評估及劃設範圍。2004年3月31日，行政院再次召開行政院海洋事務推動委員會第一次會議，亦指出行政院核示東沙島籌設「海洋國家公園」，具體宣示維護外島之海洋生態環境，列入海洋資源組分工計畫，行政院永續會生物多樣性分組亦列為工作事項中。直到2006年年尾，行政院核定內政部所報「東沙海洋國家公園計畫」草案，並請內政部將計畫書名稱修正為「東沙環礁國家公園計畫」，以凸顯所保育之東沙環礁生態系及地景特性。
2007年1月，內政部正式公告「東沙環礁國家公園計畫書、東沙環礁國家公園計畫圖」，東沙環礁國家公園為中華民國第七座國家公園，並於2007年1月17日正式掛牌成立。同年10月4日，成立海洋國家公園管理處，作為管理此國家公園成立所設之管理單位，其後經行政院修訂計劃內容，擬將島嶼或海洋型國家公園管理事權統一而成立。2007年10月4日於高雄市正式掛牌營運。

### 2008年至今
公園位於的東沙群島，多個中華民國政府總統或副總統等高層官員曾訪視。陳水扁總統於2008年裡三度訪視東沙環礁國家公園，馬英九總統亦曾於2012年訪視東沙環礁國家公園。

## 地理環境

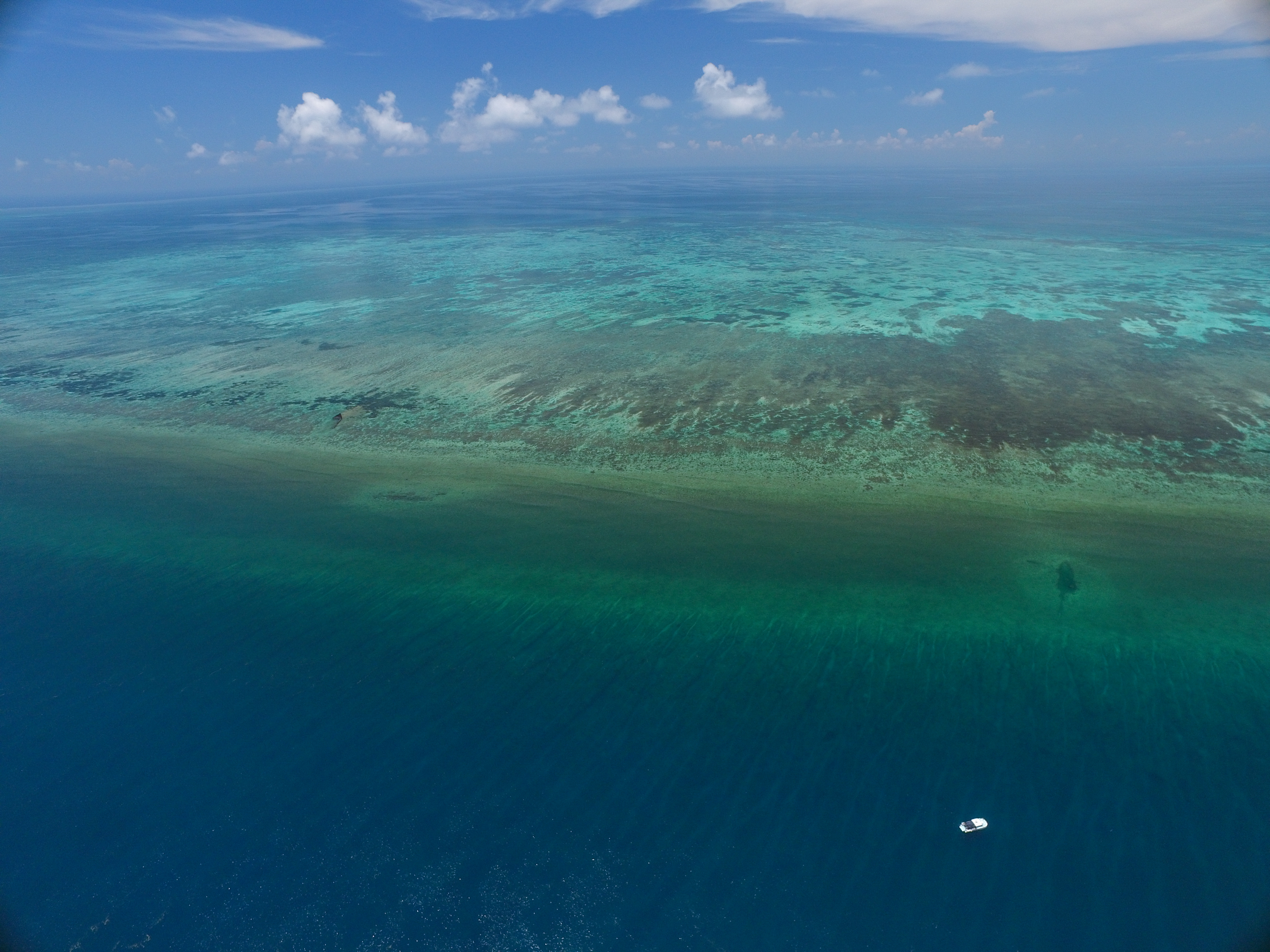
從空中拍攝東沙環礁國家公園

東沙環礁國家公園位於南海的東沙島與其環礁，四面環海，環礁西側為東沙島，中間包圍海水成為一個環礁內潟湖:125、211-214。海域為環礁向外延伸12海哩，使得總面積達353,667.95公頃，是目前台灣總面積最大的國家公園，陸域面積為174公頃，剩餘部份為海域面積。目前東沙島行政屬為高雄市旗津區中興里，而國家公園管理處位於高雄市楠梓區的都會公園。
東沙環礁地形完備，包含有礁台、潟湖、沙洲、淺灘、水道及島嶼等特殊自然地形，是屬於標準的環礁地形。東沙環礁為一直徑約25公里的圓形環礁:35，由造礁珊瑚所建造而形成。環礁周圍的礁台在低潮時大部分會露出或接近水面，長約46公里，寬約2公里。環礁內部為一水深僅16公尺的水域區，內有許多珊瑚丘、小沙洲及淺灘暗礁等分布:71，環礁外水深25公尺以深則為陡坡或斷崖，幾乎呈垂直下降至深海。環礁的西北、西南各有一天然缺口，東沙島恰位於此缺口中間，形成所謂的南、北水道，是進入內環礁水域的主要通道:694。
東沙島屬熱帶季風氣候:20，冬季受東北季風、夏季受西南季風影響:455。每年4至11月偶然現颱風來襲，但8、9月相對較多，除颱風來襲外一般風浪均屬微弱。雨量以夏季及秋季較多，冬季較少。而東沙海域表層水溫約在21~30℃之間。
| 月份         | 1    | 2    | 3    | 4    | 5     | 6     | 7     | 8     | 9     | 10    | 11   | 12   | 平均     |
| ------------ | ---- | ---- | ---- | ---- | ----- | ----- | ----- | ----- | ----- | ----- | ---- | ---- | -------- |
| 氣溫（°C）   | 21.7 | 22.0 | 23.9 | 26.2 | 27.9  | 29.1  | 29.6  | 29.3  | 28.4  | 26.9  | 24.9 | 22.3 | 26.016   |
| 雨量（毫米） | 23.9 | 25.0 | 17.5 | 56.1 | 141.2 | 166.9 | 193.7 | 211.4 | 244.2 | 146.1 | 44.0 | 76.3 | 112.1916 |

## 景點

### 東沙管理站辦公廳舍暨研究站
為海洋國家公園管理處管轄，於2010年6月底完工，7月27日舉行啓用典禮。地址為高雄市旗津區東沙52號，並在一樓設有AED。目前不對外開放。管理站上設有乾式實驗室、濕式實驗室和苗圃及馴化場。

## 自然生態
東沙島附近的海藻屬於熱帶性海藻，與菲律賓北部海域的海藻相似性較高，與臺灣南部的海藻則略有差異。由於海藻調查的範圍大多侷限在東沙島周圍，對於面積廣闊的內環礁、外環礁和礁台區的海藻相所知仍很少，推估東沙環礁的海藻相可能比目前所知豐富的海洋植物生態資源，動物方面，除珊瑚外，另有甲殼類動物、棘皮動物、軟體動物等無脊椎動物，以及魚類。因珊瑚覆蓋率較好，因而常可見到大型無脊椎動物。礁台表面地形十分平坦，偶而有些大型礁塊突起，大多數是以珊瑚碎屑和活珊瑚群體所構成；表面有大小不一的潮地，潮池中的生物種很多，包括許多種大型藻類和海草。 甲殼類動物的種類與數量較少，與珊瑚大量白化死亡而造成大型蝦蟹無法棲住在珊瑚分枝間，及受到過漁的影響有關。

### 珊瑚
依台灣政府網站資料，東沙環礁國家公園共有339種珊瑚物種。其中關於八放珊瑚的調查，根據台大海洋所戴昌鳳教授的調查有119種。

## 交通

### 公路
東沙島上主要道路為柏油路面，其餘道路則用細砂路面，路況不佳:9。高雄市政府贈送了大客車以營運島上的唯一公車「東沙1號」。一般使用腳踏車環繞島嶼，約30分鐘。

### 空運
東沙島上設有小型機場，即東沙機場:13，設有一個寬30公尺、長1550公尺的跑道。定期有軍機和民航機來往，其中軍機為物資補給與公務用，每月第二週的週二當日往返；民航機為立榮航空客機，供駐防人員搭乘，每週四當日往返
。

### 海運
東沙島海岸地形深度是1~2公尺左右的淺礁，大型船隻不能靠岸，必須停靠外海再以小船接駁上岸。島上僅有寬5公尺且低潮水深只有0.5公尺的簡易碼頭，船隻靠岸必須仰賴人力搬運貨物上岸，重型機械則賴吊車支援。

## 外部連結
- 海洋國家公園管理處 （页面存档备份，存于）
- Google 地圖上的東沙島
- 海洋國家公園管理處的Facebook專頁